# Alina Orłowska
Alina Stanisława Orłowska (ur. 1953) – polska rusycystka, doktor habilitowana nauk humanistycznych, prorektor Uniwersytetu Marii Curie-Skłodowskiej w Lublinie.

## Życiorys
Ukończyła II Liceum Ogólnokształcące im. Tadeusza Kościuszki w Sandomierzu (1968–1972), a następnie filologię rosyjską na UMCS (1972–1976). Pracę magisterską Проблема человека в русской прозе XVII века napisała pod kierunkiem Józefa Borsukiewicza. Od 1975 jest pracowniczką UMCS. W 1985 obroniła tamże rozprawę doktorską Poemat klasycystyczny Michała Chieraskowa (1985, promotor: J. Borsukiewicz). W 2013 habilitowała się na podstawie rozprawy Rosyjski poemat komiczny XVIII–początku XIX wieku (Próba opisu typologicznego). Od 2016 do 2020 była prorektorką UMCS do spraw kształcenia. W 2023 przeszła na emeryturę.
Jej główne zainteresowania badawcze obejmują literaturę rosyjską XVIII – 1 poł. XIX wieku, folklor rosyjski; poemat rosyjski XVIII – 1 poł. XIX wieku, poemat komiczny; rosyjską literaturą masońską; motywy demonologiczne w literaturze rosyjskiej XVIII – 1 poł. XIX wieku.
Od 1999 członkini korespondentka Lubelskiego Towarzystwa Naukowego.

## Monografie
- Poemat klasycystyczny Michała Chieraskowa, Lublin 1987, s. 146.
- Rosyjski poemat komiczny XVIII–początku XIX wieku (próba opisu typologicznego), Lublin 2013, s. 216.
- Dziesięć wieków związków wschodniej Słowiańszczyzny z kulturą Zachodu, Lublin 1990, s. 491. [sekretarz redakcji]
- Motywy demonologiczne w literaturze i kulturze rosyjskiej XI–XX wieku, pod red. W. Kowalczyka, A. Orłowskiej, Wydawnictwo UMCS, Lublin 2004, ss. 213.
- Mężczyzna w literaturze, kulturze i językach Słowian wschodnich, Materiały międzynarodowej studenckiej konferencji naukowej Lublin 24–25 kwietnia 2009. Pod redakcją Aliny Orłowskiej, Lublin 2011, s.142.
- Tożsamość i transgresja w literaturze. Red. W. Nowicki, A. Orłowska, W. Pyczek, Zamość 2011, ss. 182.